# Veran Matić
Veran Matić (Šabac, 19. maj 1962) je srpski novinar, predsednik fonda direktora B92 i nekadašnji direktor i glavni i odgovorni urednik televizije B92.
Deset godina je obavljao funkciju predsednika Asocijacije nezavisnih elektronskih medija (ANEM), koja je 2006. okupljala oko pedeset nezavisnih lokalnih radio i TV stanica širom Srbije.
On je bio glavni i odgovorni urednik beogradske radio i TV stanice B92 (RTV B92), koja obuhvata radio stanicu, televiziju, onlajn servis, izdavaštvo i kulturne aktivnosti, kao i koncertnu agenciju i kulturni centar REX. Predsednik je Upravnog odbora Fonda B92. Potpredsednik je Srpske asocijacije menadžera. Član je Upravnog odbora Privredne komore Srbije, Upravnog odbora Telenor Fondacije, Upravnog odbora Centra za integraciju mladih i član upravnog odbora UEPSa - Udruženja za tržišne komunikacije Srbije. Predsednik je Senata privrede Srbije. Predsednik je Komisije za istraživanje ubistava novinara osnovane u februaru
2013. na njegovu inicijativu i uz podršku Vlade Republike Srbije. On je SEEMO koordinator za Srbiju.
Studirao je svetsku književnost na Filološkom fakultetu Univerziteta u Beogradu.

## Karijera
Veran Matić se bavi novinarstvom od 1984. godine, u alternativnim i omladinskim medijima u Beogradu, Zagrebu i Ljubljani. Počeo je karijeru na NTV Studio B. Maja 1989. godine, osnovao je Radio B92. Početkom 1990-ih bio je stalni saradnik redakcije Pogledi, kragujevačkog lista koji se zalagao za rehabilitaciju četničkog pokreta i Draže Mihajlovića.
Stanica Radio B92 je zabranjivana nekoliko puta, ali je uspevala da nastavi da emituje program sve do trenutka kada je preuzeta od strane grupe blisko povezane sa vladajućim strukturama aprila 1999. godine. Dana 24. marta 1999. godine, samo par sati pred početak NATO bombardovanja, stanica je ponovo zabranjena, a Veran Matić je uhapšen i kratko zadržan u pritvoru. Uprkos zabrani, stanica je nastavila da emituje program preko interneta do preuzimanja.
Pod njegovim rukovodstvom Radio B92 je uspostavio i razvio nekoliko centara:
- Internet centar - OpenNet.
- Samizdat B92 - izdavačka delatnost sa mnogobrojnim naslovima, uključujući i knjige koje se bave istraživanjem ratova na teritoriji bivše Jugoslavije, kao i o temi prava manjina, i pokrenuo tri magazina.
- kulturni centar, mesto gde se održavaju predstave i dešavanja unutar alternativne i kulturne scene.
- Filmska i video produkcija, dobitnik mnogih nacionalnih i međunarodnih nagrada.
- CD produkcija koja promoviše mlade i perspektivne umetnike u Srbiji.

Tokom 2000. godine pokrenuo je i rukovodio jednim od većih projekata regionalnog umrežavanja – a sve u svrhu savladavanja zabrane rada B92. Uz pomoć partnera iz Rumunije i Bosne i Hercegovine, Matić je osnovao mrežu koja je pokrivala veći deo Srbije. Njen cilj je bio da građane obavesti objektivno o velikom maršu na Beograd, koji je doneo tihu promenu vlasti. Na ovaj način, rođena je Televizija B92, koja je program prvo emitovala preko satelita i preko regionalnih mreža, počevši emitovanje programa i u samom Beogradu, 5. oktobra 2000. godine.
Nakon demokratskih promena, Radio i TV B92 nastavio je razvoj profesionalnog novinarstva.
Decembra 2000. godine RTV B92 je organizovao konferenciju o elektronskim medijima, u saradnji sa Savetom Evrope, pod nazivom „Mediji za demokratsku Evropu“.
Maja 2001. RTV B92 je organizovao konferenciju koja se bavi pitanjem „Istine, odgovornosti i pomirenja“, pod nazivom „U potrazi za istinom i odgovornošću – ka demokratskoj budućnosti“.
Februara 2002. RTV B92 je u saradnji sa Centrom za antiratnu akciju organizovao međunarodnu konferenciju o otvaranju tajnih policijskih dosijea, koja je održana u Beogradu.

## Društvena odgovornost
Društvena odgovornost je od početka bila u srži B92. Veran Matić je B92 razvio kao društveno odgovornu medijsku kuću i inicirao niz velikih humanitarnih i socijalno važnih akcija, poput sledećih::
- dobrovoljno davalaštvo krvi[5]
- zaveštanje organa
- povećanje banke potencijalnih davalaca kostne srži[6]
- velika akcija prevencije raka dojke u okviru koje je prikupljen novac i nabavljen prvi pokretni digitalni mamograf, kojim se radi pregled svih žena koje žive u Srbiji a imaju više od 45 godina[7][8]
- izgradnja Sigurnih kuća za žrtve porodičnog nasilja (do sada su izgrađene tri kuće, a dve nove su u izgradnji)[9][10][11]
- doktori klovnovi[12]
- krajem 2009. godine pokrenuta je akcija „Hrana za sve“ kojom se pomaže narodnim kuhinjama i gladnima u Srbiji (prikupljeno je hrane u vrednosti od preko milion evra)[13][14][15]
- „Bitka za bebe“ – humanitarna akcija za prikupljanje sredstava za kupovinu 100 inkubatora za zdravstvene ustanove u Srbiji[16]

## Nagrade
Veran Matić je dobitnik mnogobrojnih prestižnih međunarodnih nagrada za svoj rad tokom poslednjih deset godina. Među najvažnijima su sledeće:
- 1993 — Godišnja nagrada Komiteta za zaštitu novinara (Committee to Protect Journalists – CPJ, sa sedištem u Njujorku.
- 1998 — Nagrada Olof Palme Memorial Fund, koju je dobio za profesionalno novinarstvo zajedno sa Viktorom Ivančićem, glavnim i odgovornim urednikom hrvatskog nezavisnog nedeljnika Feral Tribune i sa Senadom Pećaninom, glavnim i odgovornim urednikom sarajevskog nedeljnika Dani.
- 1999 — Na Godišnjoj skupštini Svetskog ekonomskog foruma proglašen je za jednog od stotinu globalnih lidera budućnosti (GLT – Global Leaders of Tomorrow) za tu godinu, zajedno sa Vetonom Suroijem, urednikom kosovskog dnevnog lista Koha Ditore i Sašom Vučinićem, direktorom kompanije Media Development Loan Fund, kao predstavnici jugoslovenskog regiona.
- 1999 - Nagrada Škole novinarstva Aneberg Univerziteta u Kaliforniji za novinarsku hrabrost (USC Annenberg School for Communication).
- 1999 – Nagrada za društvenu pravdu organizacije „Deca koja spajaju nacije“ (Social Justice Award Children Uniting Nations).
- 1999 – Nagrada Ilaria Alpi, posvećena uspomeni na izveštača TG3 Rai koja je poginula pod sumnjivim okolnostima u Mogadišu.
- 2000 — Međunarodni novinarski institut ga je izabrao za jednog od 50 Heroja za slobodu štampe (International Press Institute – IPI, World Press Freedom Heroe).
- 2004 - Nagrada grada Beograda za novinarstvo za 2003. godinu za dosledno zalaganje za objektivnost, balansiranost u izveštavanju i poštovanje ljudskih i građanskih prava.
- 2009 - Najviše francusko odlikovanje, orden Legije časti u rangu viteza za borbu koju je vodio i vodi na čelu B92 za slobodu medija.[17]
- 2011 - Nagrada za "najhumaniju ličnost 2011" po izboru Hello magazina.

- 2012 - Magazin The MEN proglasio ga je čovekom godine u kategoriji SUPERHUMAN, za njegov doprinos u humanitarnoj kampanji "Bitka za bebe", uz obrazloženje da je gospodin Matić "živi simbol akcije za spas prevremeno rođenih beba i nabavku neophodnih inkubatora za sva porodilišta u Srbiji".
- 2012 - Nagrada Press Vitez za životno delo, za njegov ogroman doprinos u razvoju TV i istraživačkog novinarstva u Srbiji.[19]
- 2012 - Nagrada Menadžer godine koju dodeljuje Srpska asocijacija menadžera.[20]
- 2012 - Nagrada nagrada "Dragan Sakan - nova ideja" koju dodeljuje Udruženje za tržišne komunikacije Srbije.[21]
- 2013 - Sretenjski orden trećeg stepena za sprovođenje akcije "Bitka za bebe"[22]
- 2015 - VIRTUS specijalna nagrada za izuzetan doprinos razvoju filantropije u Srbiji.[23]

## Izdavačke aktivnosti
Kouredništvo knjige sa Dejanom Ilićem: „Istina, odgovornost, pomirenje: Primeri u Srbiji“ (koautori i urednici: Dejan Ilić i Veran Matić), Beograd: Samizdat B92, 2000.
Članci Verana Matića su objavljivani u sledećim novinama:  i u mnogim drugim.
Koautor: Oblikovanje umreženog društva, priredili Daglas Šuler i Peter Dej - poglavlje br. 8, Civilno umrežavanje u neprijateljskom okruženju: iskustva u bivšoj Jugoslaviji

## Spoljašnje veze
- Biografija Verana Matića na B92.net